# Richard Beer
Richard „Irxl“ Beer (* 3. Jänner 1897) war ein österreichischer Fußballspieler. Gemeinsam mit Josef Teufel bildete er beim Wiener Sport-Club ein berühmtes Verteidigerduo, größte Erfolge waren dabei die Meisterschaft 1921/22 und der Cupsieg 1923.

## Laufbahn
Richard Beer begann in der Schülermannschaft des Wiener Sport-Club in Dornbach, von wo er zu den Wiener Rasenspielern wechselte, ehe er zu seinem Stammverein zurückkehrte, wo er von 1914 bis 1928 als Back spielte, großteils in dieser Zeit gemeinsam mit seinem Partner Josef Teufel. Die beiden ergänzten einander gut, Teufel galt als flinker Spieler, Beer eher stämmig und wuchtig. Gemeinsam mit Tormann Edi Kanhäuser galten die drei zu ihrer Hochzeit als stärkste Abwehr Österreichs, insbesondere das Zusammenspiel und die Perfektionierung der neuartigen Spielweise mit der Abseitsfalle (auf Grund der damals geltenden Abseitsregel auch One-Back-System genannt) verdankten sie ihren guten Namen.
Nach zwei verfehlten Anläufen mit Niederlagen in den Cupfinali 1919 und 1921 konnte in der Saison 1921/22 mit der knappen Meisterschaft vor der Hakoah der erste große Titel gefeiert werden. Diesem folgte 1923 mit einem 3:1 im Cupfinale gegen Wacker der zweite nach. In der Zeit zwischen 1920 und 1925 kam Richard Beer überdies insgesamt elf Mal in der Nationalmannschaft zum Zug. Große Konkurrenten war dabei die Vienna-Verteidiger Josef Blum und Karl Rainer, sodass des Sport-Club-Duo oft zerrissen wurde und Richard Beer international auch insbesondere mit Blum zusammenspielte.

## Erfolge
- 1 × Österreichischer Meister: 1922
- 1 × Österreichischer Cupsieger: 1923
- 11 Spiele für die österreichische Fußballnationalmannschaft von 1920 bis 1925

| Personendaten    | Personendaten                            |
| ---------------- | ---------------------------------------- |
| NAME             | Beer, Richard                            |
| ALTERNATIVNAMEN  | Irxl (Spitzname)                         |
| KURZBESCHREIBUNG | österreichischer Fußball-Nationalspieler |
| GEBURTSDATUM     | 3. Januar 1897                           |
| STERBEDATUM      | nach 1928                                |